# Hintersee (Vorpommern)
Hintersee  er en by og kommune i det nordøstlige Tyskland, beliggende i Amt Am Stettiner Haff under Landkreis Vorpommern-Greifswald ved den tysk-polske grænse. Landkreis Vorpommern-Greifswald ligger i delstaten Mecklenburg-Vorpommern.

## Geografi
Hintersee er beliggende længst mod øst i Vorpommern. Med hinter dem See (bag søen) menes den afvandede tidligere Ahlbecker See – som nu udgør naturschutzgebiet Seegrund. Hintersee ligger midt på Ueckermünder Heide og er omgivet af et skov- og vandrigt landskab. Der er ni kilometer til Stettiner Haff mod nord, og den nordlige del af kommunen er en del af Naturpark Am Stettiner Haff. Nærmeste byer er Eggesin, der ligger 15 km mod nordvest, og Pasewalk 22 km mod sydvest. Nord for kommunen ligger Neuwarper See og mod øst Großer Mützelburger See. Landskabet med højmoser har en mangfoldig flora og fauna.

## Eksterne kilder og henvisninger
- Wikimedia Commons har flere filer relateret til Hintersee (Vorpommern)
- Byens side på amtets websted
- Statistik Arkiveret 2. december 2016 hos  Wayback Machine
- Websted for Naturpark Am Stettiner Haff